# Colin Forbes
Colin Forbes was het belangrijkste pseudoniem van de Britse auteur Raymond Harold Sawkins (Hampstead,14 juli 1923 – Londen, 23 augustus 2006). 
Sawkins schreef meer dan 40 boeken, meestal onder het pseudoniem Colin Forbes en was het bekendst van zijn langlopende thrillerreeks waarin de hoofdrol wordt vertolkt door Tweed, de plaatsvervangend directeur van de Britse Secret Intelligence Service. De verhalen in zijn boeken gaan over militaire operaties, spionageactiviteiten en terrorisme.

## Leven
Sawkins doorliep de The Lower School of John Lyon, de middelbare school Harrow. Op zijn 16e begon hij te werken als onderredacteur bij een uitgeverij van boeken en tijdschriften. Zijn militaire dienst, ten tijde van de Tweede Wereldoorlog, bracht hij door in het Midden-Oosten en Noord-Afrika waarbij hij verbonden was aan het Army Newspaper-eenheid. Na het verlaten van de militaire dienst werkte hij 20 jaar voor een uitgeverij, totdat hij als schrijver voldoende succes behaalde om voltijds schrijver te worden.
Sawkins overleed op 23 augustus 2006 aan een hartaanval.